# Jordan Tresson

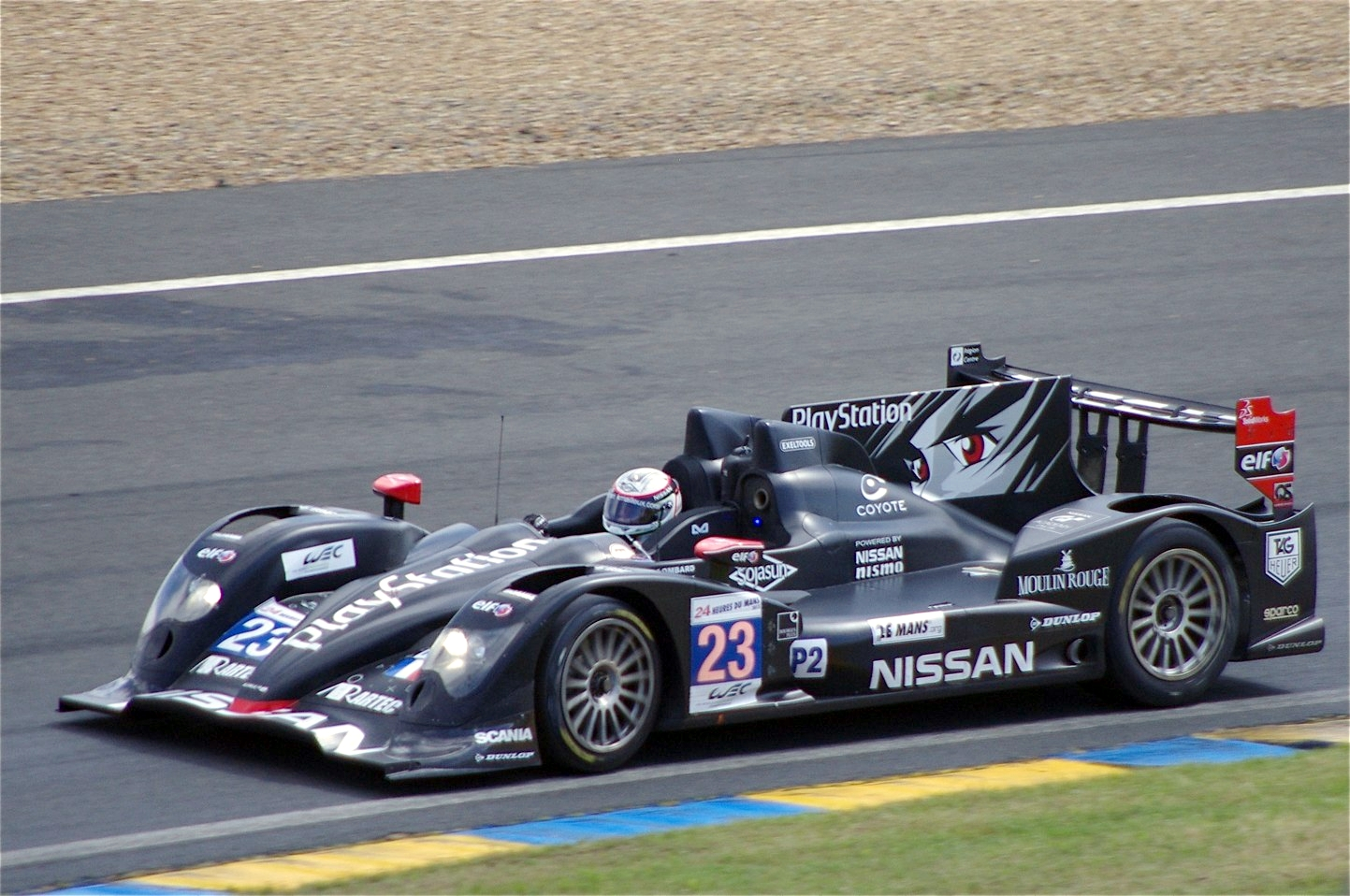
Der Oreca 03 von Olivier Lombard, Franck Mailleux und Jordan Tresson beim 24-Stunden-Rennen von Le Mans 2012

Jordan Tresson (* 30. April 1988 in Villers-la-Montagne) ist ein ehemaliger französischer Automobilrennfahrer.

## Karriere
Tresson kam über die GT Academy, einem Ausscheidungswettkampf von Nissan und Sony, der mit Rennen auf der PlayStation begann, in den professionellen Motorsport. 2008 nahm er an der ersten Ausgabe des Wettbewerbs teil, schaffte es aber nicht, sich für das Finale zu qualifizieren. Bei der nächsten Ausrichtung des Wettbewerbs 2010 gewann Tresson die GT Academy. Er setzte sich dabei gegen 1,2 Millionen Teilnehmer durch.
2010 erhielt Tresson ein Cockpit im GT4 Europacup bei RJN Motorsport. Er startete zu jedem Rennen und wurde Gesamtvierter. 2011 blieb Tresson bei RJN Motorsport und wechselte in die Blancpain Endurance Series. Zusammen mit seinen Teamkollegen Alex Buncombe und Christopher Ward gewann er mal die GT4-Wertung. Die drei Fahrer entschieden die GT4-Fahrerwertung für sich. Außerdem ging er zu einem Rennen des GT4 Europacups an den Start.
2014 erhielt Tresson ein Cockpit in der neugegründeten FIA-Langstrecken-Weltmeisterschaft (WEC) bei Signatech. Seine Teamkollegen waren Olivier Lombard und Franck Mailleux. Im Rahmen der Weltmeisterschaft debütierte er 2012 zudem beim 24-Stunden-Rennen von Le Mans. Bei diesem erreichten sie den 14. Platz in der Weltmeisterschaftswertung und den 16. Platz im Gesamtklassement. Ihr bestes Resultat der gesamten Saison war ein siebter Platz. Das Fahrertrio wurde 32. in der Fahrerweltmeisterschaft. Ende 2012 stellte Nissan Tressons Förderung ein und er beendete vorläufig seine professionelle Motorsportkarriere.
Seit 2014 nimmt er am 24-Stunden-Rennen auf dem Nürburgring sowie an einzelnen Rennen der VLN Langstreckenmeisterschaft Nürburgring teil.

## Statistik

### Karrierestationen
- 2010: GT4 Europacup (Platz 4)
- 2011: Blancpain Endurance Series, GT4 (Meister)
- 2011: GT4 Europacup
- 2012: WEC (Platz 32)

### Einzelergebnisse in der FIA-Langstrecken-Weltmeisterschaft
| Jahr | Team             | Fahrzeug | Motor  | 1   | 2   | 3   | 4   | 5   | 6   | 7   | 8   | Punkte | Rang |
| ---- | ---------------- | -------- | ------ | --- | --- | --- | --- | --- | --- | --- | --- | ------ | ---- |
| 2012 | Signatech Nissan | Oreca 03 | Nissan | SEB | SPA | LMS | SIL | SAO | BRN | FUJ | SHA | 8,5    | 32.  |
| 2012 | Signatech Nissan | Oreca 03 | Nissan | DNF | 28  | 14  | DNF | DNF | 7   | 15  | 11  | 8,5    | 32.  |

| Farbe    | Bedeutung                                             |
| -------- | ----------------------------------------------------- |
| Gold     | Sieger                                                |
| Silber   | 2. Platz                                              |
| Bronze   | 3. Platz                                              |
| Grün     | Klassifiziert innerhalb der Top 10                    |
| Hellblau | Klassifiziert innerhalb der Punkteränge (ab Platz 11) |
| Blau     | Klassifiziert außerhalb der Punkteränge               |
| Violett  | Rennen nicht beendet (DNF)                            |
| Violett  | nicht klassifiziert (NC)                              |
| Rot      | nicht qualifiziert (DNQ)                              |
| Schwarz  | disqualifiziert (DSQ)                                 |
| Weiß     | nicht am Start (DNS)                                  |
| Weiß     | zurückgezogen (WD)                                    |
| Weiß     | Rennen abgesagt (C)                                   |
| Blanko   | nicht teilgenommen                                    |
| Blanko   | gemeldet, aber nicht teilgenommen (DNP)               |
| Blanko   | verletzt oder krank (INJ)                             |
| Blanko   | ausgeschlossen (EX)                                   |

### Le-Mans-Ergebnisse
| Jahr | Team             | Fahrzeug | Teamkollege     | Teamkollege     | Platzierung | Ausfallgrund |
| ---- | ---------------- | -------- | --------------- | --------------- | ----------- | ------------ |
| 2012 | Signatech Nissan | Oreca 03 | Olivier Lombard | Franck Mailleux | Rang 16     |              |

### Sebring-Ergebnisse
| Jahr | Team             | Fahrzeug | Teamkollege     | Teamkollege     | Platzierung | Ausfallgrund |
| ---- | ---------------- | -------- | --------------- | --------------- | ----------- | ------------ |
| 2012 | Signatech Nissan | Oreca 03 | Olivier Lombard | Franck Mailleux | Ausfall     | Defekt       |